# Élise Delzenne
Élise Delzenne (Lesquin, 28 januari 1989) is een Frans voormalig wielrenster.

## Biografie
Élise Delzenne begon reeds op jonge leeftijd met wielrennen. Na een goede periode bij de jeugd te hebben doorgemaakt, besliste ze in 2007 tijdelijk te stoppen met wielrennen voor haar studies. Na het behalen van haar diploma textielingenieur, nam ze de draad weer op.

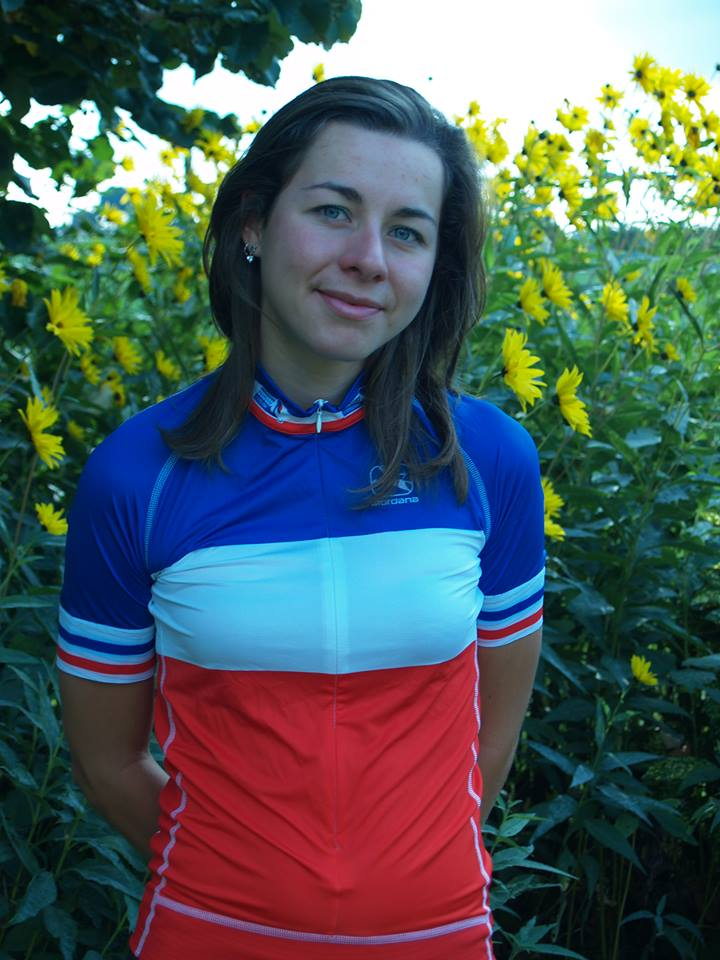
In de Franse kampioenstrui.

In 2013 werd ze prof bij het Franse UCI-team Bourgogne-Pro Dialog. In haar eerste seizoen verraste ze vriend en vijand door meteen Frans kampioen op de weg te worden. Te Lannilis bleef ze met een ultieme uitval de kopgroep van zes rensters voor. Twee dagen eerder werd ze ook al vierde in de tijdrit, op ruim één minuut van Pauline Ferrand-Prévot. Door haar goede resultaten stapte ze in 2014 over naar het Amerikaans-Duitse Specialized-lululemon, dat in 2015 verder ging als Velocio-SRAM. In dat laatste jaar won ze Dwars door de Westhoek, een etappe in de Tsjechische rittenkoers Gracia Orlová en het bergklassement in de Ronde van Thüringen.

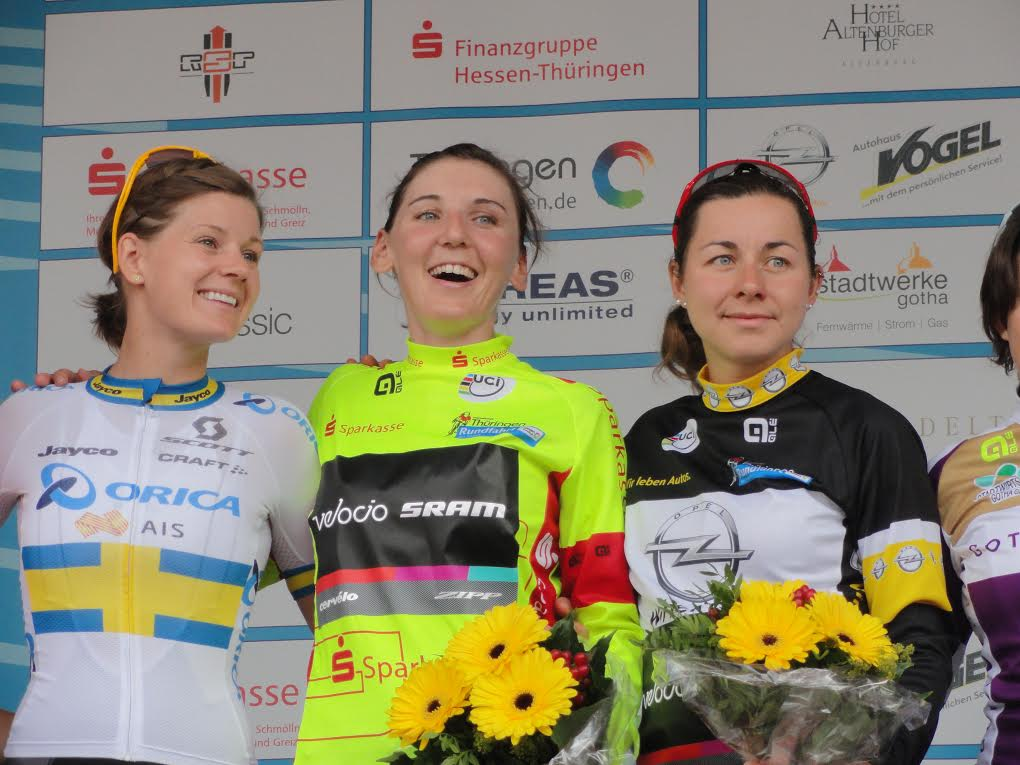
In de zwarte bergtrui op het podium van de Thüringen Rundfahrt.

Op de baan won Delzenne tussen 2014 en 2016 zes nationale titels: driemaal in de puntenkoers, tweemaal in de achtervolging en in 2015 ook in de scratch. In dat jaar won ze ook twee keer zilver op het Europees kampioenschap.
In 2016 won ze de openingstijdrit van de Trophée d'Or met 19 seconden voor Coralie Demay en Edwige Pitel. Ze reed de overige vier etappes in de leiderstrui en won het eindklassement met 31 seconden voor Claudia Lichtenberg. In 2017 werd ze vierde in de eerste etappe van de Luxemburgse etappewedstrijd GP Elsy Jacobs. Eén dag later won ze de slotrit voor de Poolse Eugenia Bujak en leidster Christine Majerus. In september won ze de prijs voor de 'superstrijdlust' in de Lotto Belgium Tour. Na haar vierde deelname aan het WK op de weg, maakte ze bekend te stoppen als actief wielrenster na het EK op de baan en aan de slag te gaan als textielingenieur bij het merk Btwin.

## Palmares

### Wegwielrennen
2013 - 1 zege
- Frans kampioen op de weg, Elite

2015 - 2 zeges
- Dwars door de Westhoek
- 5e etappe Gracia Orlová
- Bergklassement Ronde van Thüringen

2016 - 2 zeges
- Eindklassement Trophée d'Or
  - 1e etappe Trophée d'Or (ITT)
- Frans kampioenschap tijdrijden, Elite

2017
- 2e etappe GP Elsy Jacobs

#### Klassiekers en WK's
| Jaar | Ronde van Vlaanderen | Luik-Bast.‑Luik | Dwars door de Westhoek | Classic Lorient Agglomération |  | WK op de weg |  | Wereldranglijsten |
| ---- | -------------------- | --------------- | ---------------------- | ----------------------------- |  | ------------ |  | ----------------- |
| 2013 |                      |                 |                        | 34e                           |  | opgave       |  | 88e (UWT)         |
| 2014 |                      |                 | 13e                    | 24e                           |  | 43e          |  | 98e (UWT)         |
| 2015 |                      |                 | Goud                   | 30e                           |  | opgave       |  | 57e (UWT)         |
| 2016 |                      |                 | opgave                 | 27e                           |  |              |  | 41e (UWT)         |
| 2017 | 33e                  | 44e             | 17e                    |                               |  | 36e          |  |                   |

### Baanwielrennen
| Jaar | FK                                                         | EK                        | WK | Overig                              |
| ---- | ---------------------------------------------------------- | ------------------------- | -- | ----------------------------------- |
| 2012 | omnium                                                     |                           |    |                                     |
| 2013 | omnium                                                     |                           |    |                                     |
| 2014 | puntenkoers · achtervolging scratch · ploegenachtervolging |                           |    | IBO: puntenkoers                    |
| 2015 | achtervolging puntenkoers scratch · ploegenachtervolging   | achtervolging puntenkoers |    | IBO: scratch Gent: scratch          |
| 2016 | achtervolging puntenkoers                                  |                           |    | Fenioux: omnium WB Glasgow: scratch |